# Campeonato de España de Ciclismo en Ruta 1965
El LXIV Campeonato de España de Ciclismo en Ruta se disputó en Palma de Mallorca el 22 de agosto de 1965 sobre 218 kilómetros de recorrido.  
El ganador fue el andaluz Antonio Gómez del Moral que se impuso a sus cinco compañeros de fuga. El vasco José Antonio Momeñe y el mallorquín Gabriel Mas completaron el podio. 

## Clasificación final
| Pos. | Ciclista                | Equipo  | Tiempo    |
| ---- | ----------------------- | ------- | --------- |
| 1.   | Antonio Gómez del Moral | Kas     | 5h 58'12" |
| 2.   | José Antonio Momeñe     | Kas     | m.t.      |
| 3.   | Gabriel Mas             | Ferrys  | m.t.      |
| 4.   | Ramón Mendiburu         | Ferrys  | m.t.      |
| 5.   | Luis Otaño              | Ferrys  | m.t.      |
| 6.   | Sebastián Elorza        | Kas     | m.t.      |
| 7.   | José Luis Uribezubia    | Fagor   | a 3'18"   |
| 8.   | José Pérez-Francés      | Ferrys  | m.t.      |
| 9.   | Carlos Echeverría       | Kas     | m.t.      |
| 10.  | Angelino Soler          | Peugeot | m.t.      |